# هلفيلة أرضية
هلفيلة أرضية (الاسم العلمي: Helvella terrestris) هي نوع من الفطريات يتبع جنس الهلفيلة من الفصيلة الهلفيلية.